# Доње Орешје
Доње Орешје је насељено место у саставу града Свети Иван Зелина у Загребачкој жупанији, Хрватска. До територијалне реорганизације у Хрватској налазило се у саставу бивше велике општине Свети Иван Зелина.

## Становништво
На попису становништва 2011. године, Доње Орешје је имало 502 становника.

## Попис1991.
На попису становништва 1991. године, насељено место Доње Орешје је имало 580 становника, следећег националног састава:
| Попис 1991.‍  | Попис 1991.‍  | Попис 1991.‍ | Попис 1991.‍ | Попис 1991.‍ |
| ------------ | ------------ | ----------- | ----------- | ----------- |
|              |              |             |             |             |
| Хрвати       | Хрвати       |             | 561         | 96,72%      |
| Срби         | Срби         |             | 3           | 0,51%       |
| неопредељени | неопредељени |             | 7           | 1,20%       |
| непознато    | непознато    |             | 9           | 1,55%       |
| укупно: 580  |              |             |             |             |